# Révolution démocratique de 1990 en Mongolie
La révolution démocratique de 1990 en Mongolie (en mongol : Ардчилсан хувьсгал, Ardchilsan khuvĭsgal, Révolution démocratique) était une révolution démocratique qui démarra avec des grèves de la faim destinées à renverser la République populaire mongole pour aboutir à l'actuelle république de Mongolie et à la rédaction d'une nouvelle constitution. Elle était principalement menée par de jeunes manifestants sur la place Sükhbaatar (aujourd'hui, place Gengis Khan) dans la capitale Oulan-Bator. Elle s'acheva par la démission du gouvernement autoritaire sans effusion de sang. Les organisateurs furent des gens tels que Sanjaasürengiyn Zorig, Erdeniin Bat-Üül, Bat-Erdeniyn Batbayar, et Tsakhiagiyn Elbegdorj.
Cette révolution marqua le début de la fin d'une période de 70 ans de régime communiste en Mongolie. Malgré la mise en place d'un système multipartite, le Parti révolutionnaire du peuple mongol (PRPM) resta au pouvoir jusqu'en 1996. Cependant, des réformes ainsi qu'une transition vers l'économie de marché furent mises en œuvre. La révolution était inspirée par les réformes en URSS et par d'autres révolutions similaires en Europe de l'Est en 1989.

## Contexte
Le PRPM avait pris le pouvoir en Mongolie en 1921. Les décennies suivantes, le pays est toujours resté aligné sur l'Union soviétique qui en contrepartie garantissait son indépendance vis-à-vis de la république populaire de Chine. À la suite de la destitution d'Yumjagiyn Tsedenbal en 1984 et suivant l'exemple des réformes de Mikhaïl Gorbatchev en URSS, le nouveau pouvoir dirigé par Jambyn Batmonkh appliqua des réformes économiques mais ne contenta pas ceux qui réclamaient de plus grands changements, fin 1989.

## Événements
La première protestation publique se déroula le 10 décembre 1989 devant le Centre culturel pour la jeunesse. Les manifestants appelèrent la Mongolie à suivre l'Union soviétique et à adopter la perestroïka et la glasnost. Des dirigeants dissidents demandèrent des élections libres et une réforme économique. Le 14 janvier 1990, les manifestants, passés de deux-cents à un millier, se retrouvèrent au musée Lénine à Oulan-Bator. Le mouvement se poursuivit par une manifestation le 21 janvier (par -30 °C). On assista ensuite à des manifestations chaque week-end en janvier et février et à la formation des premiers partis d'opposition en Mongolie. Le 7 mars 1990, dix dissidents se regroupèrent place Sükhbaatar pour entamer une grève de la faim. Des milliers de sympathisants les rejoignirent. Le 9 mars, le gouvernement communiste du PRPM démissionna. Le nouveau gouvernement annonça les premières élections législatives libres en Mongolie, qui se déroulèrent en juillet suivant. L'agitation se répandit aussi aux villes d'Erdenet, Darhan et Mörön.

## Conséquences
Les partis d'opposition ne parvinrent pas à remporter la majorité aux élections de 1990. Il y avait 430 sièges au Grand Khoural d’État mais l'opposition ne réussit à investir que 346 candidats. De plus, le PRPM bénéficiait toujours d'une solide position dans les milieux ruraux. En conséquence, le PRPM remporta 357 sièges au Grand Khoural et 31 (sur 53) au petit. Néanmoins, le nouveau gouvernement du PRPM dirigé par Dashiin Byambasüren partagea le pouvoir avec les démocrates et mit en œuvre des réformes constitutionnelles et économiques. Dans la mesure où ces réformes coïncidèrent avec la dislocation de l'URSS qui apportait jusqu'en 1990 d'importantes aides au budget de la Mongolie, le pays rencontra de graves problèmes économiques : fermeture d'entreprises, augmentation de l'inflation et rationnement temporaire de denrées alimentaires.
La première élection remportée par l'opposition fut la présidentielle de 1993 avec la victoire de Punsalmaagiyn Ochirbat qui, bien qu'ancien membre du PRPM, préféra être investi par l'opposition lorsque son parti désigna un candidat communiste orthodoxe. L'opposition obtint la première fois la majorité au Grand Khoural lors des élections législatives de 1996.

### Paupérisation et accroissement des inégalités
Dans la période qui a suivi le passage à l'économie de marché, la population a subi la paupérisation et une augmentation de la criminalité, tandis que persistaient de grandes inégalités sociales entre les femmes et les hommes.
En 2002, en raison de cette paupérisation, on dénombrait 5 000 enfants dans les rues d'Oulan-Bator.

## Sources
- (en) Cet article est partiellement ou en totalité issu de l’article de Wikipédia en anglais intitulé « 1990 Democratic Revolution in Mongolia » (voir la liste des auteurs).